# Rivière de la Perdrix Blanche
Rivière de la Perdrix Blanche är ett vattendrag i Kanada.   Det ligger i provinsen Québec, i den östra delen av landet, 500 km nordost om huvudstaden Ottawa. Rivière de la Perdrix Blanche ligger vid sjöarna  Lac à la Perchaude Lac aux Rats Lac Banane och Lac Christine.
I omgivningarna runt Rivière de la Perdrix Blanche växer i huvudsak blandskog. Trakten runt Rivière de la Perdrix Blanche är nära nog obefolkad, med mindre än två invånare per kvadratkilometer.